# Park Narodowy Serranía La Neblina
Park Narodowy Serranía La Neblina (hiszp. Parque nacional Serranía La Neblina) – park narodowy w południowej części Wenezueli, w stanie Amazonas. Został utworzony 12 grudnia 1978 roku i zajmuje obszar 13 600 km². Od 1993 roku wraz z Parkiem Narodowym Parima-Tapirapecó i Parkiem Narodowym Duida Marahuaca tworzy rezerwat biosfery UNESCO o nazwie „Alto Orinoco-Casiquiare”. W 2005 roku został zakwalifikowany przez BirdLife International jako ostoja ptaków IBA.

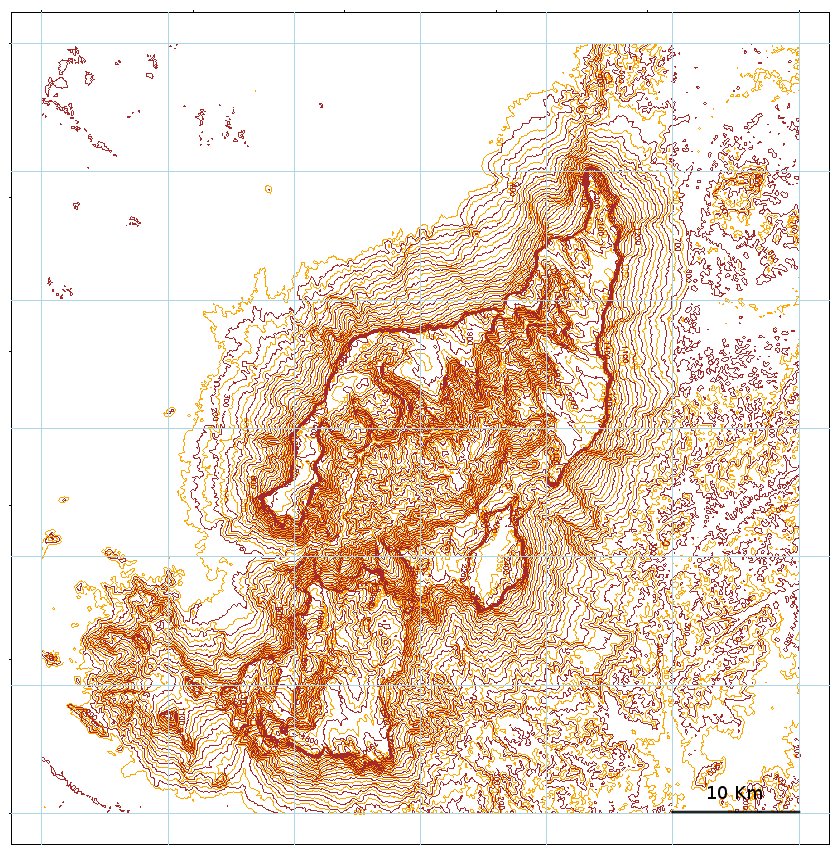
Mapa konturowa masywu Serranía de la Neblina

## Opis
Park obejmuje masyw górski Serranía de la Neblina (Wyżyna Gujańska), znajdujący się na granicy z Brazylią, wraz z otaczającą go puszczą amazońską. Większa część masywu znajduje się po stronie wenezuelskiej. Są tu dwa parki narodowe: wenezuelski i brazylijski – Parque Nacional do Pico da Neblina. Serranía de la Neblina to najwyższe na świecie stoliwo. W przeciwieństwie do innych stoliw, które mają na ogół płaski szczyt, Serranía de la Neblina ma powierzchnię pofałdowaną. Są tu głębokie doliny i ostre szczyty. Przecina je rzeka Baría tworząc jeden z najgłębszych na świecie kanionów. Po stronie brazylijskiej, w pobliżu granicy, znajduje się najwyższy szczyt masywu – Pico da Neblina (2995 m n.p.m.) będący zarazem najwyższym szczytem Brazylii. Po stronie wenezuelskiej najwyższym szczytem jest Pico Phelps (2992 m). Główne rzeki w parku to Baria, Yatua i Siapa będące dopływami Casiquiare. Prawie cały obszar parku, poza stoliwem, pokrywa wilgotny las równikowy. Na powierzchni stoliwa występuje sawanna.
Park zamieszkuje rdzenna ludność głównie z plemiona Janomami. Można się do niego dostać płynąć rzekami Orinoko i Casiquiare.
Średnia roczna temperatura w parku wynosi w zależności od wysokości od +8 °C do +27 °C, a średnie roczne opady od 2600 mm do 3600 mm.

## Flora
Szacuje się, że ponad 50 procent gatunków roślin występujących w Serranía La Neblina to endemity. Dominują tu gatunki z rodzaju Heliamfora, a także gatunki z rodzin Rapateaceae, bromeliowate, łuczydłowate i storczykowate. Tylko tutaj występują rośliny z rodziny Sacciofoliaceae, a także niektóre gatunki z rodzajów Neblinaea, Glossarion, Glossarion, Maguireocharis, Cephalodendron, Neblinathamnus, Pyrrorhiza i Neblinanthera. Jest to jedyne miejsce na świecie gdzie rośnie narażony na wyginięcie (VU) Neblinaria celiae (z rodziny herbatowate).

## Fauna
Ze względu na trudny dostęp do parku oraz jego wielkość nie przeprowadzono porządnej inwentaryzacji fauny. Występuje tu ponad 102 gatunki ssaków. Są to zagrożona wyginięciem (EN) inia amazońska, narażone na wyginięcie (VU) tapir amerykański i manat rzeczny, a także m.in.: ocelot wielki, jaguar amerykański i kilka gatunków małp. 
W parku żyje około 300 gatunków ptaków. Są to narażona na wyginięcie (VU) harpia wielka, a także m.in.: łaziec kreskowany, czubacz rdzawy, czubacz kędzierzawy, kusacz szaronogi, lotniarz widłosterny, topazik ognisty, brylancik zielonoczelny, zapylak wenezuelski, złotopiór żółtodzioby, stokóweczka żółtooka, białobrzuszka czarnogłowa, ściółkowczyk białobrzuchy, kusaczek wenezuelski, moczarnik szarobrzuchy, liściowiec maskowy, wireonek szaroskrzydły i strzyżyk wenezuelski.
Do gadów tu występujących należą m.in.: anakonda zielona, Bothrops bilineatus, groźnica niema i boa psiogłowy.